# 红仡佬语
红仡佬语是一种濒危仡佬语，分布在越南河江省2个村。云南麻栗坡县也有1-2名使用者。
Samarina (2011)包括冗长的词表和音档，是目前最详细的记录。

## 使用者
和其它濒危仡佬语方言彝语，越南红仡佬语(注意不要与中国贵州阿欧方言混淆，它的别名也是红仡佬语)使用者人数仅有约50人。许多人都改说西南官话或苗语。红仡佬族自称va35 ntɯ31，为确保民族的连续生存，在越南河江省安铭县百的社、那溪社和云南麻栗坡县翻坡村(自称：u33 wei55)间维持着相互的通婚。艾杰瑞 （1998）报告，河江省官坝县干姊社和黄树皮县纵振社仍有红仡佬族，他们已经改用苗语、岱依语和越南语。Hoang (2013:12)报告北光县永好社也有些红仡佬族，从黄树皮县纵振社迁来。不过，同文县庯罗村和骋陇村的白仡佬族仍说白仡佬语。